# Arroz Carolino das Lezírias Ribatejanas
O Arroz Carolino das Lezírias Ribatejanas IGP é um produto de origem portuguesa com Indicação Geográfica Protegida pela União Europeia (UE) desde 16 de julho de 2008. O arroz carolino cultivado na região do Baixo Mondego é de grão longo e branco.

## Agrupamento gestor
O agrupamento gestor da indicação geográfica protegida "Arroz Carolino das Lezírias Ribatejanas" é a ORIVÁRZEA, S.A. - Orizicultores da Várzea de Samora e Benavente.

## Produção
A produção do Arroz Carolino do Baixo Mondego, desde a sementeira à colheita, tem lugar na área geográfica que está circunscrita às freguesias de Ançã, do concelho de Cantanhede; Ameal, Antuzede, Arzila, Ribeira de Frades, São João do Campo, S. Martinho do Bispo e Taveiro, do concelho de Coimbra; Anobra, do concelho de Condeixa-a-Nova; Alqueidão, Lavos, Paião, Borda do Campo, Maiorca, Ferreira-a-Nova, Santana e Vila Verde, do concelho da Figueira da Foz; Tentúgal, Meãs do Campo, Carapinheira, Montemor-o-Velho, Gatões, Abrunheira, Liceia, Verride, Ereira, Vila Nova da Barca, Pereira e Santo Varão, do concelho de Montemor-o-Velho; Louriçal, do concelho de Pombal; Alfarelos, Brunhós, Gesteira, Granja do Ulmeiro, Samuel, Soure, Vila Nova de Anços e Vinha da Rainha, do concelho de Soure.